# ایچیکای، توچیگی
ایچیکای، توچیگی (به لاتین: Ichikai, Tochigi) یک منطقهٔ مسکونی در ژاپن است که در استان توچیگی واقع شده‌است. ایچیکای ۶۴٫۲۵ کیلومترمربع مساحت و ۱۱٬۶۶۴ نفر جمعیت دارد.